# 포프라트강
포프라트강(슬로바키아어: Poprad, 폴란드어: Poprad, 헝가리어: Poprád, 루신어: Попрад )은 슬로바키아 북부와 폴란드 남부를 흐르는 강으로 길이는 174.2 km, 유역 면적은 2,081 km2이다. 포프라트강과 접한 주요 도시로는 슬로바키아 포프라트, 케주마로크, 스타라류보브냐, 폴란드 무쉬나, 피브니츠나즈드루이, 스타리송치, 노비송치 등이 있다.

## 같이 보기
- 포프라트